# Моргунов Сергій Анатолійович
Сергі́й Анато́лійович Моргуно́в (нар. 9 липня 1968, Вінниця) — український політик, міський голова Вінниці (з 27 лютого 2014).

## Освіта
З червня 1987 року по квітень 1989 року служив в армії СРСР. У червні 1992 року закінчив навчання в Чернівецькому університеті за кваліфікацією — викладач історії.
2010 року закінчив Національну академію державного управління при Президентові України, отримавши диплом магістра державного управління за спеціальністю «Управління суспільним розвитком» та спеціалізацією «Управління на регіональному та місцевому рівнях».

## Кар'єра
З серпня 1992 року по вересень 1997 року працював викладачем історії та суспільствознавства у Вінницькому технікумі м'ясної та молочної промисловості.
З 1998 по 2006 працював на керівних посадах у комерційних структурах.
У березні 2002 року обраний депутатом Вінницької міської ради 4-го скликання.
На виборах 26 березня 2006 року обраний депутатом 5-го скликання до Вінницької міської ради, а на 1-й сесії міської ради 5-го скликання був обраний секретарем Вінницької міської ради.
На виборах 31 жовтня 2010 року обраний депутатом 6-го скликання до Вінницької міської ради. На 1-й сесії міської ради 6-го скликання був переобраний секретарем міської ради на другий термін.
З лютого 2014 року — виконувач обов'язків Вінницького міського голови.
За результатами місцевих виборів 2015 року отримав підтримку вінничан і був обраний Вінницьким міським головою.
На виборах 25 жовтня 2020 року Сергія Моргунова переобрали міським головою. Переміг в першому турі з великою перевагою, здобувши 65,93 % голосів виборців.
Під керівництвом команди Моргунова Вінниця з 2015 року сім років поспіль утримує лідерство як найкомфортніше місто України (за результатами дослідження Міжнародного республіканського інституту (IRI) спільно з соціологічною групою «Рейтинг»).
2015 року Вінниця першою серед міст Східної Європи отримала Європейську Енергетичну Відзнаку та підтвердила повторну сертифікацію у 2019 році.
2018 року Вінницю визнано найкомфортнішим містом для ведення бізнесу в рейтингу Regional Doing Business.
2019 року місто здобуло премію «Child Friendly Cities Inspire Awards» від ЮНІСЕФ за перемогу в конкурсі серед найбільш дружніх до дітей міст у світі. Також Вінниця отримала європейську відзнаку CIVITAS 2019 у сфері міської мобільності та чистого транспорту в номінації Bold Measure Award завдяки впровадженню інновацій у сфері громадського транспорту.
2020 року Вінниця отримала Почесну відзнаку Ради Європи, яку Парламентська Асамблея Ради Європи (ПАРЄ) присуджує містам та муніципалітетам за активне просування європейських цінностей та активну участь у партнерських проєктах і різних сферах.
Видання «Слово і Діло» визначило Моргунова лідером у рейтингах відповідальності-2020. Сергій Моргунов виконав 72 % обіцянок, тим самим випередивши інших очільників міст. 18 % ще залишаються невиконаними (32 обіцянки).

## Особисте життя
Одружений. Разом з дружиною Моргуновою Наталією Володимирівною мають доньку Вероніку.

## Нагороди
- Кавалер ордена «За заслуги» ІІІ (5 грудня 2008)[12], ІІ ступенів (24 серпня 2017)[13].
- Мер-інноватор 2017 — у рамках спецпроєкту «Української правди» та саміту мерів «Рейтинг українських мерів-інноваторів».[14]